# Tim Beaumont
Timothy Wentworth Beaumont, baron Beaumont de Whitley (22 novembre 1928 - 8 avril 2008) est un homme politique britannique et un prêtre anglican. Il est membre, successivement, du Parti libéral, des libéraux démocrates et du Parti vert. Pair à vie en 1967, il est le premier membre du Parti Vert de l'une ou l'autre des Chambres du Parlement britannique du Royaume-Uni lorsqu'il rejoint le Parti Vert en 1999,.

## Jeunesse
Le père de Beaumont, Michael Beaumont, est un député conservateur d'Aylesbury et son grand-père paternel, Hubert Beaumont, est député radical d'Eastbourne de 1906 à 1910 et fils de Wentworth Beaumont, 1er baron Allendale. La mère de Beaumont, Faith Pease, meurt quand il a six ans; son grand-père maternel est l'homme politique libéral Jack Pease, 1er baron Gainford.
Beaumont fait ses études au Collège d'Eton et à Gordonstoun School. Il étudie l'agriculture à Christ Church, Oxford, où il rejoint le Bullingdon club et fonde le Wagers club, consacré, selon les mots d'un auteur, à «ramener l'atmosphère de diable-peut-se soucier des Regency Bucks». Il obtient son diplôme, puis se prépare pour prendre les ordres sacrés à Westcott House à Cambridge. Il est ordonné diacre en 1955 et prêtre en 1956. Il épouse Mary Rose Wauchope (une cousine d'Antony Armstrong-Jones) en 1955, avec qui il a deux fils et deux filles (Hubert Wentworth, Alaric Charles Blackett, Atalanta Armstrong et Ariadne Grace Beaumont), et un total de dix petits-enfants. Son fils, Alaric, est mort dans un accident de la route en 1980. Cette année-là également, Hubert épouse Katherine Abel Smith, une descendante de la reine Victoria.

## Carrière dans l'Église
Il est prêtre anglican à Kowloon, Hong Kong, aumônier adjoint à la Cathédrale Saint-John de Hong Kong de 1955 à 1957, puis vicaire de Christ Church, Kowloon Tong, jusqu'en 1959. Ayant reçu un héritage substantiel cette année-là, il retourne en Angleterre pour vivre à Mayfair puis à Hampstead. Pendant ce temps, il est vicaire honoraire à l'église St Stephen à Rochester Row, Westminster, de 1960 à 1963. Il représente le diocèse de Londres à l'Assemblée de l'Église de 1960 à 1965. Il s'implique dans la réforme de l'église, soutenant le mouvement Parish and People, et est propriétaire de l'hebdomadaire politique Time and Tide, puis du magazine de réforme de l'église Prism (plus tard New Christian, qui fusionne avec American Christian Century). Considérant que ses opinions et son style de vie sont incompatibles avec sa position de prêtre, il quitte son ministère actif en 1973. En 1984, cependant, il retourne au ministère actif et devient prêtre en charge de St Philip et All Saints avec St Luke, Kew dans le diocèse de Southwark, puis se retire à Clapham en 1991.
L'école Mary Rose, Kowloon Tong, Hong Kong, une Éducation spécialisée pour les élèves ayant des besoins d'apprentissage sévères et complexes, porte le nom de sa femme.

## Carrière politique
Après avoir fait un don substantiel au Parti libéral, il en devient le trésorier honoraire conjoint en 1962-1963. Il est fait pair à vie libéral en tant que baron Beaumont de Whitley, de Child's Hill dans le Grand Londres, en 1967. Il est dirigeant du Parti libéral en 1967-1968, puis président en 1969-1970. Au Parlement, il est porte-parole libéral sur l'éducation et les arts jusqu'en 1986. Il est également chef des libéraux au Conseil de l'Europe. Il est coordinateur de l' Alliance verte de 1978 à 1980.
Il rejoint les libéraux démocrates, mais, s'opposant à leur soutien au libre-échange, il rejoint le parti vert en 1999 et devient son porte-parole sur l'agriculture. Il se présente aux élections au conseil de Lambeth pour le Parti vert dans le quartier Clapham Common en 2006.
Beaumont est un eurosceptique et pendant de nombreuses années, il est vice-président de la Campagne multipartite pour une Grande-Bretagne indépendante, qui fait campagne contre l'adhésion britannique à l'Union européenne.

## Autres engagements
Beaumont est un soutien du groupe de campagne pour l'égalité des transgenres Press for Change. Il est président de l'Albany Trust de 1969 à 1971, président de l'Institut de recherche sur le handicap mental et multiple de 1971 à 1973, président de la Fédération britannique des sociétés cinématographiques de 1973 à 1979 et membre de l'exécutif de Church Action sur la pauvreté. Il est président de "Exit" (la Société volontaire d'euthanasie, l'actuelle Dignité à mourir, comme elle est connue au début des années 1980) en 1980. Il édite The Selective Ego, un volume abrégé des journaux de James Agate, publié en 1976, et un livre de recettes libéral, publié en 1972. Il écrit également une chronique culinaire pour l'Illustrated London News de 1976 à 1980 et écrit le livre The End of the Yellowbrick Road, publié en 1997.
Le baron Beaumont de Whitley est décédé à l'hôpital St Thomas de Londres après avoir été hospitalisé pendant plusieurs semaines.